# Fuchiba
Fuchiba es un género de arañas araneomorfas de la familia Corinnidae. Se encuentra en África austral.

## Lista de especies
Según The World Spider Catalog 12.0:
- Fuchiba aquilonia Haddad & Lyle, 2008
- Fuchiba capensis Haddad & Lyle, 2008
- Fuchiba montana Haddad & Lyle, 2008
- Fuchiba similis Haddad & Lyle, 2008
- Fuchiba tortilis Haddad & Lyle, 2008
- Fuchiba venteri Haddad & Lyle, 2008